# Joaquima Alemany i Roca
Joaquima Alemany i Roca (Barcelona, 19 de maig de 1942) és una advocada i política catalana, senadora i diputada tant al Congrés dels Diputats com al Parlament de Catalunya.
Llicenciada en dret per la Universitat de Barcelona i militant de CDC des de 1976. Fou regidora a l'ajuntament de Barcelona per CiU el 1983-1989 i Presidenta del Districte de l'Eixample de Barcelona. Fou escollida senadora per la província de Barcelona a les eleccions generals espanyoles de 1989. Fou portaveu de la Comissió de Justícia i de la Comissió d'Interior del Senat d'Espanya.
Fou diputada a les eleccions generals espanyoles de 1993, i Vicepresidenta Primera de la Comissió Mixta dels Drets de la Dona del Congrés dels Diputats (1993-1996). Després fou elegida diputada al Parlament de Catalunya a les eleccions de 1999.
Entre altres càrrecs, ha estat Secretària de la Comissió Mixta Generalitat-Ministeri d'Educació (1978-1983), vicepresident i directora general de la Comissió Interdepartamental de Promoció de la Dona (1889-1990), vicepresidenta de l'Institut Català de la Dona (1989-1997) i posteriorment, va ser la 1a presidenta de l'Institut Català de la Dona. Presidenta d'EUDIFF (Associació Europea per al Desenvolupament de la Informació i Formació de les Dones) el 1991. Des de 1999 presideix l'Associació Dones per la Llibertat i Democràcia i és també Presidenta de l'entitat International Network of Liberal Women i de l'associació Dones per la Llibertat i Democràcia. És membre de la International Network of Liberal Women, del Lobby Européenne des Femmes i del Consell Nacional de Dones de Catalunya.
El març de 2023, va ser una de les personalitats homenatjades per l'Ajuntament de Barcelona en la campanya Ciutat de Dones.

## Obres
- Feina de dones